# Tequila 1921

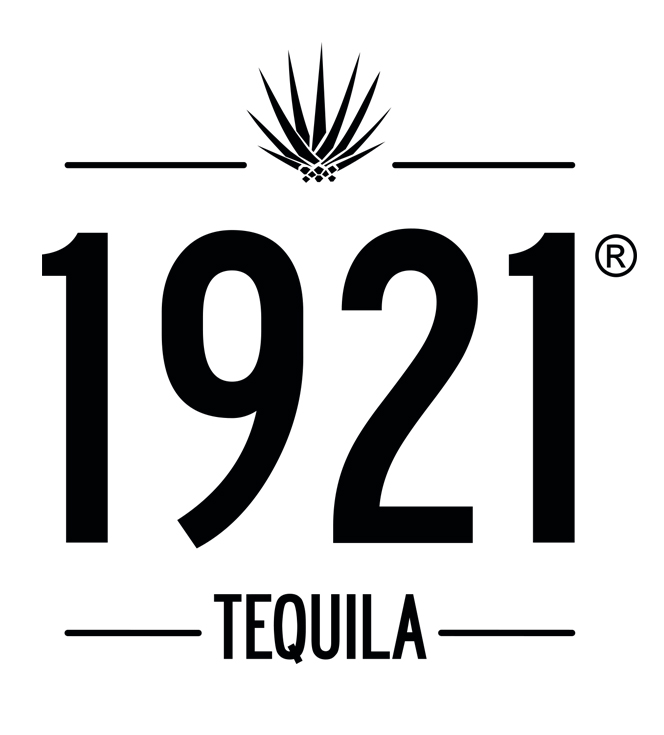
1921® Tequila

Tequila 1921 ist eine Tequilamarke des Herstellers Casa 1921 Tequila die seit 2002 in der Destileria Morales (NOM 1535) mit Sitz in Los Altos in Guanajuato hergestellt wird, welche auch die bekannte Marke Real de Mexico produziert.

## Besonderheiten
Anbau und Herstellung finden im Hochland in Guanajuato statt. Die Verarbeitung orientiert sich an traditionellen Vorgehensweisen und Werkzeugen wie sie im 18. Jahrhundert üblich waren, die durch moderne Verarbeitungsmethoden ergänzt werden. Tequila 1921 wird in vier Sorten produziert: als Blanco, Reposado, Añejo und als Tequila Cream. Außer dem Cream sind alle drei Sorten aus der Kategorie 100% Agave azul. Aufgrund einer begrenzten Auflage kommt es außerhalb Mexikos immer wieder zu Lieferengpässen. Seit 2005 bietet der Hersteller den ersten in Mexiko hergestellten Tequila Cream an. Mit dem Tequila Buen Amigo Reposado bietet 1921 den weltweit ersten Bio-Tequila an, der auf dem Internationalen Spirituosen Wettbewerb ISW 2007 in Deutschland die Silbermedaille gewann.

## Auszeichnungen
Die Produkte von Tequila 1921 gelten als hochwertig und erfahren immer wieder bedeutende Auszeichnungen. Der Blanco und der Reposado erhielten beispielsweise 2008 die Agave Spirits Challenge Silver Medal, der Añejo erhielt 2010 und 2011 mehrere Goldauszeichnungen, der Crema Silber- und Goldmedaillen.

## Herkunft des Namens
Der Name 1921 wurde in Gedenken an das siegreiche Ende der mexikanischen Revolution gewählt, das einen entscheidenden Wendepunkt in der Geschichte des Landes markierte. Dazu passend wird der Tequila in Flaschen abgefüllt die Reproduktionen von Designs von 1921 sind und mit Fotos berühmter Revolutionäre versehen, zum Beispiel La Adelita auf dem Reposado, Emiliano Zapata auf dem Añejo.